# Portmeirion
Portmeirion är en by i Gwynedd, Wales, Storbritannien. 
Byn är utformad av arkitekten Clough Williams-Ellis åren 1925–1973 i en stil som efterliknar en italiensk by. 
Portmeirion har inga officiella invånare eftersom en stor del av husen i byn tillhör Portmeirion hotell. Byn har varit med i många filmer genom tiderna, där den mest kända filmen kanske är The Prisoner, där slottet Castell Deudraeth fungerar som fängelse.

## Arkitektur
Clough Williams-Ellis har förnekat alla påståenden att byn är baserad på fiskebyn Portofino, utan har uppgett att han bara ville hylla Medelhavets atmosfär.

Arkitekturkritikern Lewis Mumford ägnade en stor del av ett kapitel i sin bok The Highway and the City från 1964 åt Portmeiron, som han kallade Portmeirion:
en konstfull och lekfull liten modern by, designad som en helhet och allt i ett stycke ... en fantastisk samling av arkitektoniska relikter och okynniga moderna fantasier. ... Som arkitekt är [Williams-Ellis] lika hemma i den gamla, traditionella världen på den karga walesiska landsbygden och den en gång så sköna nya världen med "modern arkitektur." Men han insåg tidigare än de flesta av sina arkitektoniska samtida hur trånga och uttorkade moderna former kan bli när arkitekten ägnar mer uppmärksamhet åt den mekaniska formeln eller utnyttjandet av något nytillverkat material än till de synliga mänskliga resultaten. På sätt och vis är Portmeiron en glädjefull, medvetet oansvarig reaktion mot den tråkiga steriliteten i så mycket som stämmer överens med modern arkitektur idag. ... [Jag] är föranledd av [den] impulsen ... att återta för arkitekturen uppfinningsfriheten - och möjligheten till njutbar fantasi - som den hade alltför uppgivet överlämnat till maskinens kult.

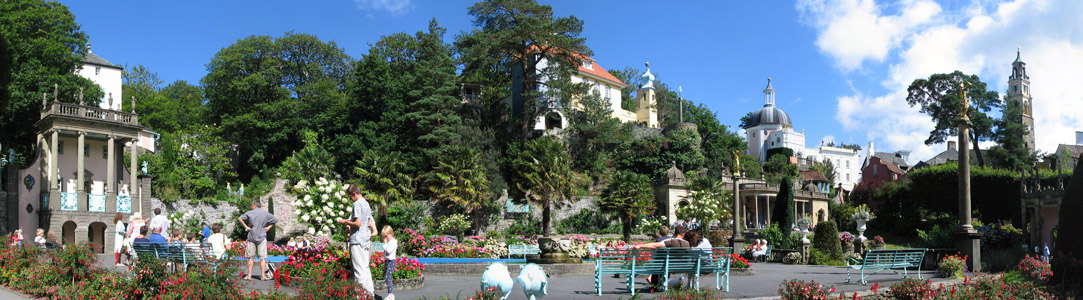
"The Piazza"

## Tiden före byns grundande (före 1925)

### Namn
Innan Clough William-Ellis köpte marken där nuvarande Portmeirion ligger hette platsen "Aber Iâ" (glacial mynning). Omedelbart efter köpet ändrade han namnet till Portmeirion, där "Port" är  engelska för hamn och Meirion är kymriska för Merioneth, det traditionella grevskapet i området.

### Castell Deudraeth
Trots att orten grundades 1925 är de flesta husen från 1800-talet. Byggandet av Castell Deudraeth nämndes 1188 av Gerald av Wales, som skrev: "Vi korsade Traeth mawr och Traeth Bychan. Det är två havsarmar, en stor och en liten. Två stenslott har nyligen byggts där. Det som heter Castell Deudraeth tillhör Cynans söner och ligger i området Eifionydd, vänt mot de norra bergen."

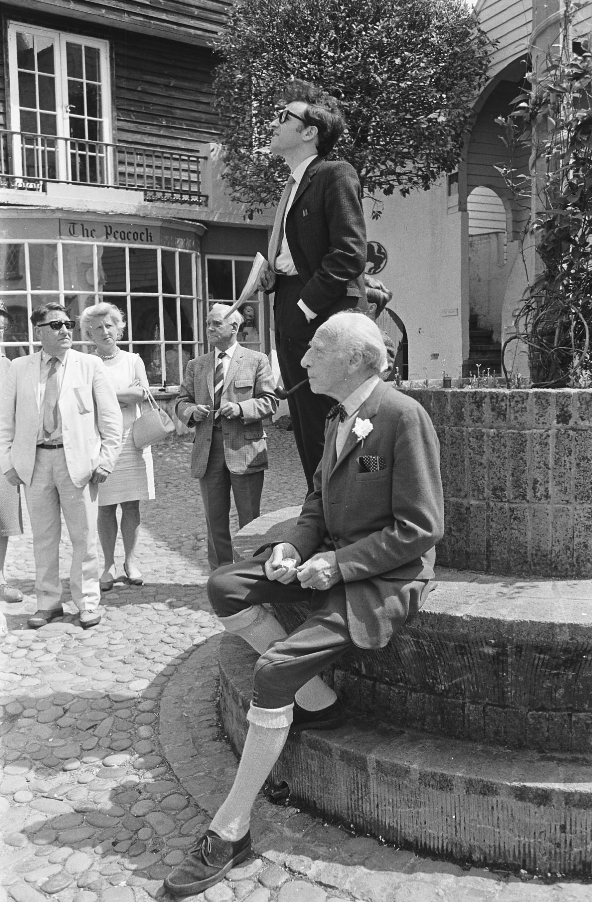
William-Ellis i Portmeirion, 1969

Castell Deudraeth nämndes igen av Edward Lhuyd år 1700. Lhuyd skrev namnet på platsen som Aber Iâ, och skrev "Slottet av Aber Iâ stod kvar i förstörd form med utsikt över den sydvästra delen av halvön".

### Området
År 1861 skrev Richard Richards en beskrivning: "Varken man eller kvinna var där, bara ett antal främmande vattenfåglar i en liten damm och två apor, som genom sina rop uppenbarligen betraktade mig som en ovälkommen inkräktare. Själva trädgården var en mycket fin sådan, vars väggar var täckta av fruktträd...Aber Iâ är alltså, vänliga läsare, en vacker herrgård vid stranden av Traeth Bach, i Merionethshire (Merionet)."
När Williams-Ellis köpte marken 1925 skrev han, "en försummad vildmark - länge övergiven av de romantiker som hade insett den unika dragningskraften och möjligheterna med denna gynnade udde men som hade förts med av deras storslagna landskapsarkitektur ... in i sorglig konkurs ."

## Amis Reunis
Clough köpte och renoverade en gammal Porthmadog köpmansketch, Amis Reunis "(Återförenade vänner)", som han ankrade upp nära kajen i Portmeirion Village i samband med att Portmeirion öppnades för allmänheten 1926. Amis fungerade som en husbåt fram tills hon strandade på ett grund nära Ynys Gifftan. Vid lågvatten kan man fortfarande se  resterna av henne utanför Portmeirions kust.
Efter att ha misslyckats med att bogsera henne tillbaka till land för reparation, beslöt Clough att rädda vad han kunde. Han använde delar av hennes stormast som pelare för att stödja matsalens platta tak. Senare beslöt Clough att skapa en båt i sten på stranden framför Hotel Portmeirion för att hedra den ursprungliga Amis Reunis.
Kopian av den ursprungliga båten står fortfarande kvar på stranden vid hotellet.

## Bilder

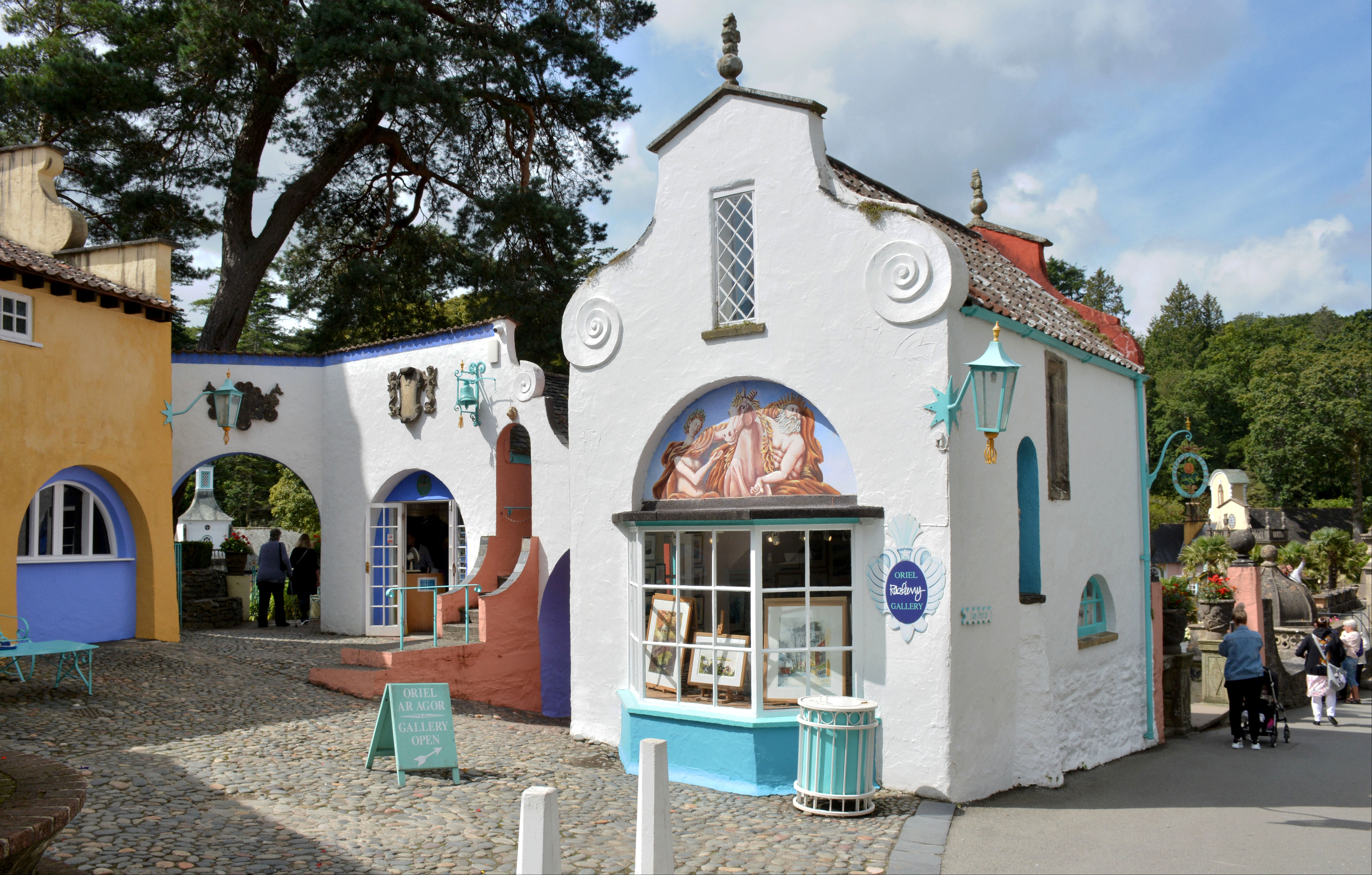
Battery Square.
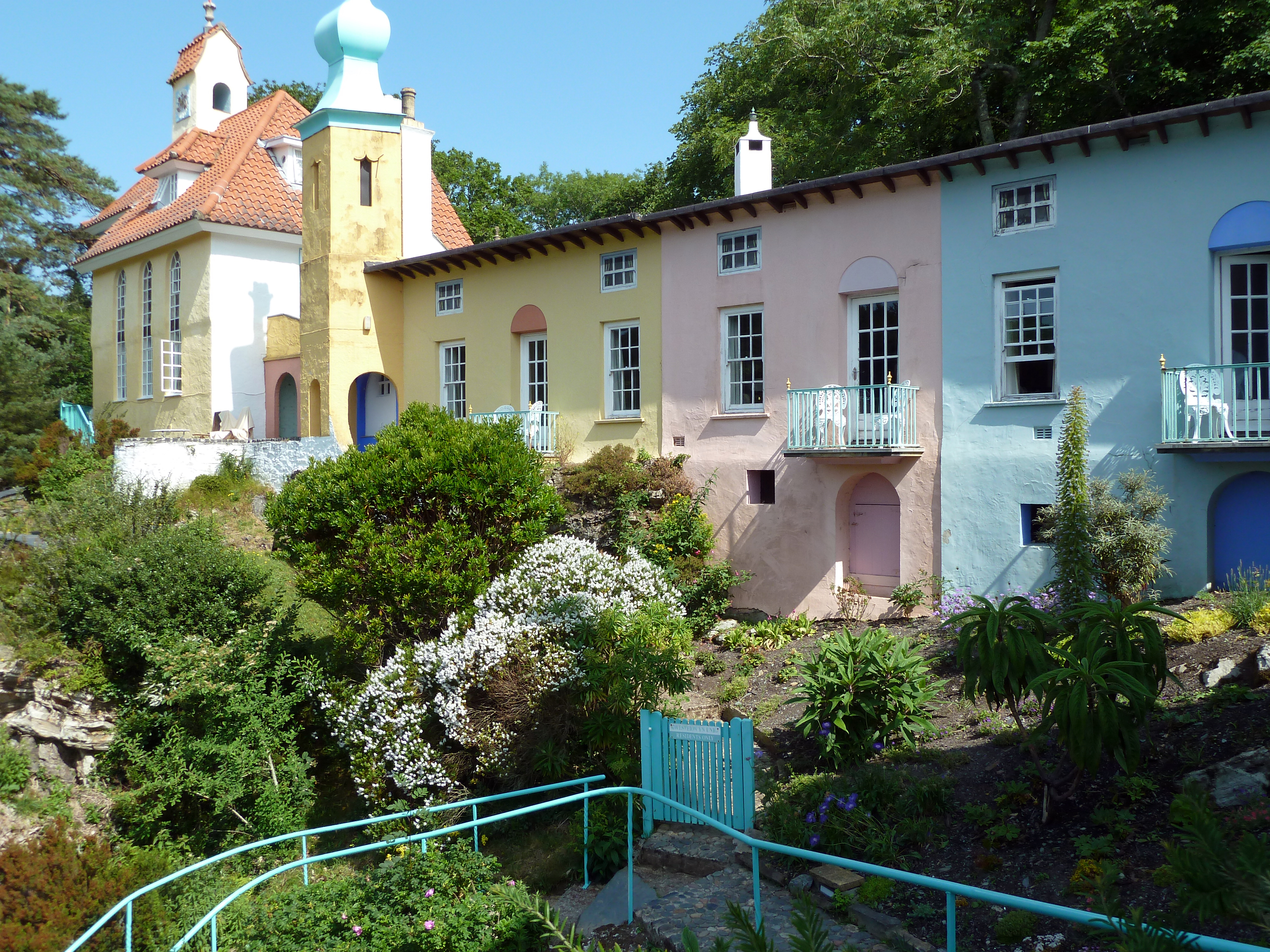
Chantry Row.
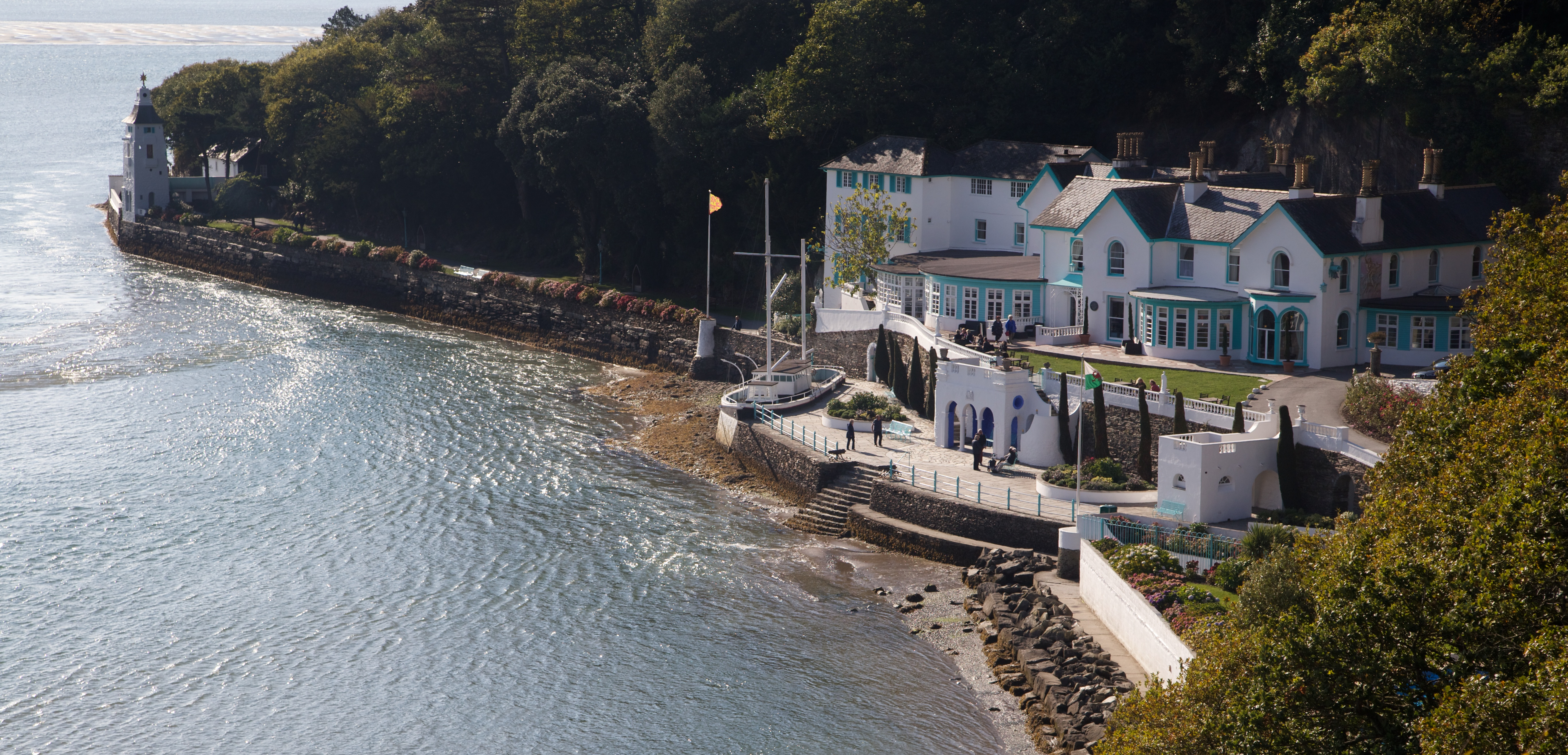
Portmeirion Hotel.
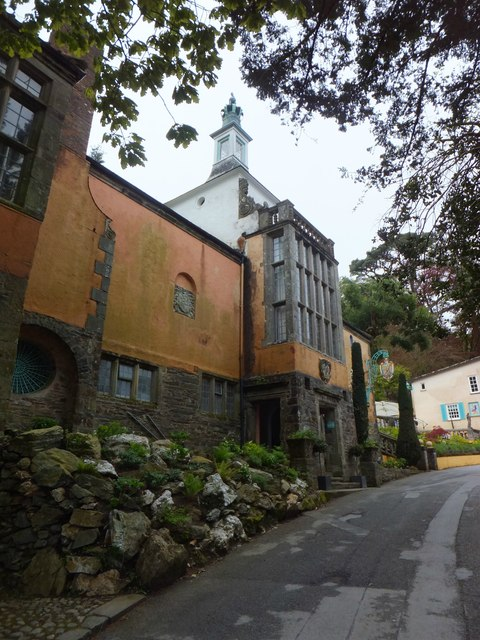
Portmeirions stadshus.
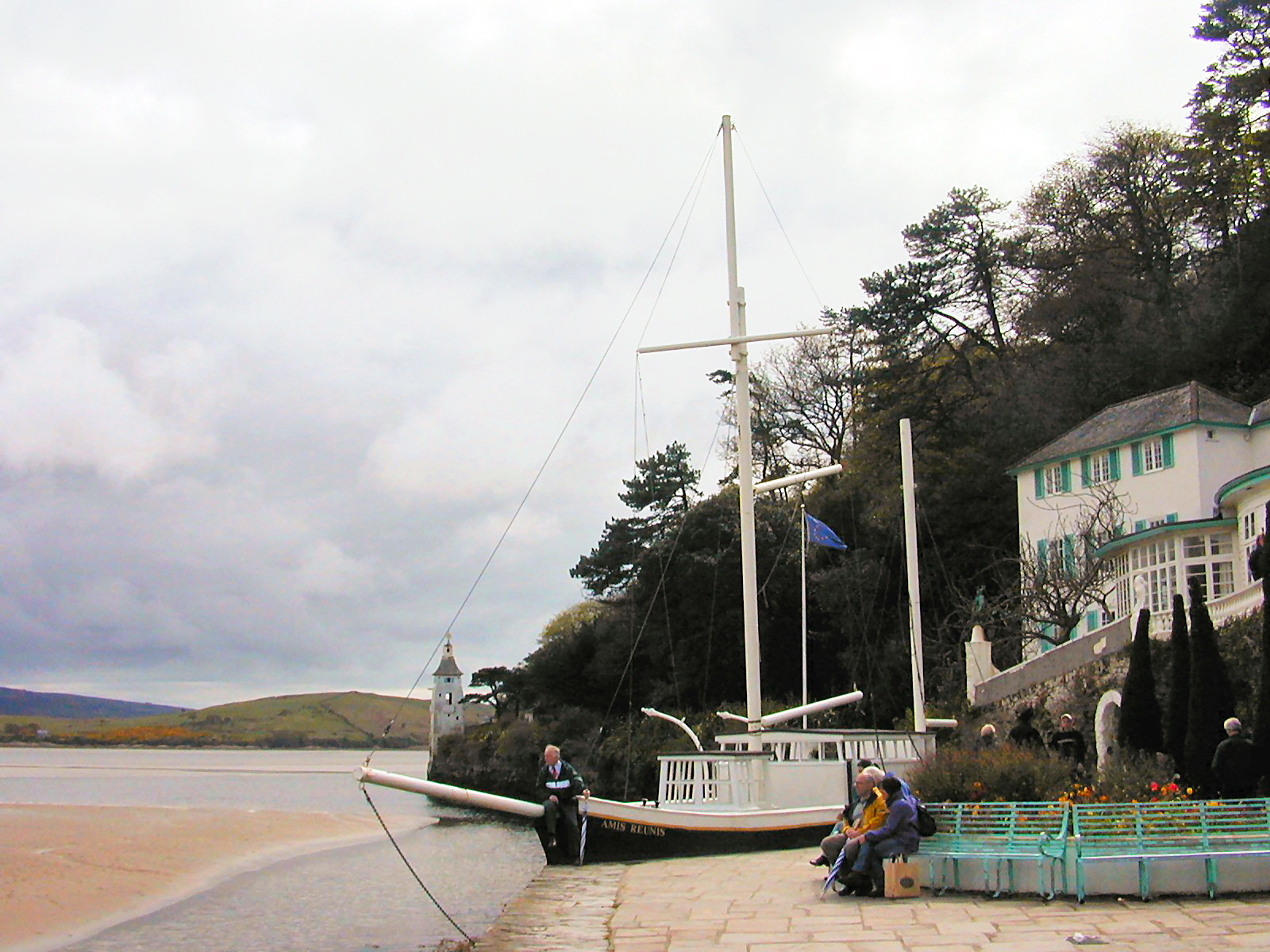
Amis Reunis, Portmeirions stenskepp.